# Beata Patrycja Klary

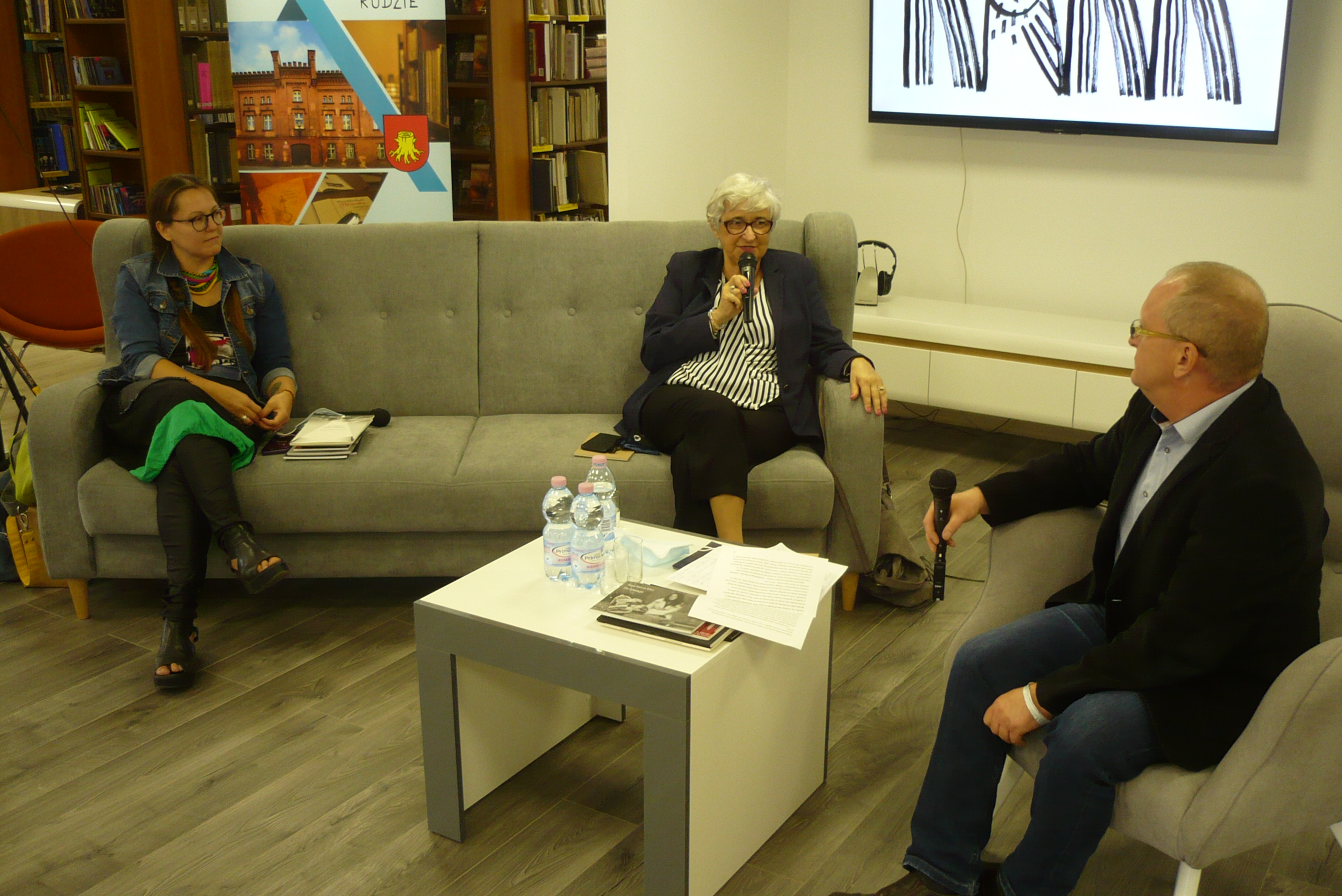
Beata Patrycja Klary, Elżbieta Lipińska, Karol Maliszewski, VI Festiwal Góry Literatury, Nowa Ruda, 2020

Beata Patrycja Klary (ur. 12 stycznia 1976 w Gorzowie Wielkopolskim) – poetka, felietonistka, recenzentka literacka, animatorka kultury.

## Życiorys
Ukończyła Akademię Bydgoską (2001, filologia polska) i Uniwersytet Zielonogórski (2003, dziennikarstwo i bibliotekoznawstwo). Debiutowała jako nastolatka na łamach ogólnopolskiego czasopisma „Filipinka”, a po latach powtórnie w „Pegazie Lubuskim”. Za debiut poetycki „Witraże” w 2005 roku nagrodzona dyplomem Lubuskiego Wawrzynu Literackiego. Felietony, recenzje i wiersze publikowała m.in. na łamach czasopism: „Topos”, „Arkadia. Pismo Katastroficzne”, „Kwartalnik Opolski”, „Pro Libris”, „Lamus”, „Bliza” (kwartalnik artystyczny), „Pegaz Lubuski”, „Nowe Zagłębie”, „Kozirynek”, „Znaj”, „Migotania, przejaśnienia”, „Twórczość”.
W latach 2005–2006 należała do Grupy literackiej „Wiązadło”, związana z Europejskim Stowarzyszeniem Kultury Enclave. Dotychczas krytycznie wypowiedzieli się o poetce m.in. Izabela Fietkiewicz-Paszek (Topos, nr 6, 2010), Karol Samsel (Wyspa, 2010), Marcin Orliński, Krzysztof Szymoniak (Zeszyty Poetyckie, 2010), Jerzy Suchanek (Pegaz Lubuski, nr 42, 2010), Leszek Żuliński (Migotania, przejaśnienia, nr 4, 2010), Tadeusz Buraczewski (Gazeta Świętojańska, 2010), Agnieszka Kopaczyńska-Moskaluk (Gorzów In Tauch, nr 14, 2011).
Współorganizatorka Ogólnopolskiego Festiwalu Poetyckiego im. Kazimierza Furmana. Od września 2011 roku prowadzi cykl spotkań poetyckich w Gorzowie. Jest stypendystką Ministra Kultury i Dziedzictwa Narodowego z dziedziny literatury. Laureatka wielu prestiżowych konkursów literackich. Za tom Zabawa w chowanego otrzymała Lubuski Wawrzyn Literacki za rok 2011. W 2013 nominowana do Nagrody Literackiej m.st. Warszawy za tom De-klaracje. Laureatka Nagrody Otoczaka za rok 2014. Za tom Obiekty totemiczne otrzymała Lubuski Wawrzyn Literacki za rok 2015. Nominowana do Lubuskiego Wawrzynu Literackiego 2019 za tom Martwia.

## Arkusze poetyckie
- Nokturny intymne (Gorzów Wlkp., 2007)
- Schną koniczyny (Gorzów Wlkp., 2008)
- Kontesty (Związek Literatów Polskich Oddział w Gorzowie Wlkp., Gorzów Wlkp. 2014) – cykl: Portret z wierszami poetów Okrągłego Stołu

## Książki poetyckie
- Witraże (Gorzów Wlkp. 2005)
- Imaginacje (Arsenał Wydawnictwo Artystyczno-Graficzne, Związek Literatów Polskich Oddział w Gorzowie Wlkp., Gorzów Wlkp. 2006) – książka dwujęzyczna
- Szczekanie głodnych psów (WiMBP, Gorzów Wlkp. 2010)
- Zabawa w chowanego (Biblioteka Współczesnej Poezji Polskiej „Zeszyty Poetyckie”, Gniezno 2011)
- De-klaracje (Biblioteka Toposu, T.78; Towarzystwo Przyjaciół Sopotu, Sopot 2012)
- Misterium solitera (Zaułek Wydawniczy Pomyłka, Szczecin 2014)
- Obiekty totemiczne (Zaułek Wydawniczy Pomyłka, Szczecin 2015)
- Martwia (Zaułek Wydawniczy Pomyłka, Szczecin 2019)[8]
- Lęgnia (dlaczemu, Warszawa, 2022)

## Publicystyka
- Rozmowy z piórami (Wydawnictwo Adam Marszałek, Toruń 2012) – cykl wywiadów z pisarzami: Karol Samsel, Jerzy Suchanek, Kazimierz Furman, Joanna Mueller, Leszek Żuliński, Bianka Rolando, Joanna Lech, Mirka Szychowiak, Janusz Koniusz, Wojciech Boros, Izabela Fietkiewicz-Paszek, Genowefa Jakubowska-Fijałkowska
- Rozmowy z piórami. Cz. 2 (Wydawnictwo Adam Marszałek, Toruń 2014) – cykl wywiadów z pisarzami: Wojciech Kass, Karol Maliszewski, Lech M. Jakób, Dawid Jung, Eugeniusz Kurzawa, Marek Wawrzkiewicz, Marek Piechocki, Krzysztof Kuczkowski, Maciej Melecki, Arkadiusz Kremza, Rafał Czachorowski, Cezary Sikorski
- Rozmowy z piórami. Cz. 3 (Wydawnictwo Adam Marszałek, Toruń 2016) – cykl wywiadów z pisarkami: Anna Janko, Marta Fox, Eliza Chojnacka, Maria Borcz, Krystyna Caban,  Irena Zielińska, Barbara Gruszka-Zych, Elżbieta Wojnarowska, Agnieszka Kopaczyńska-Moskaluk, Krystyna Mazur, Aneta Kolańczyk, Bogusława Latawiec

## Stypendia twórcze
- Stypendium Prezydenta Miasta Gorzowa Wielkopolskiego w dziedzinie literatury (2006)
- Stypendium Ministra Kultury i Dziedzictwa Narodowego (2012)
- Stypendium Artystyczne Miasta Gorzowa Wielkopolskiego w dziedzinie literatury (2016)[9]